# Tu rebelde ternura
Tu rebelde ternura fue una telenovela argentina emitida en 1975 por Canal 13 creada por Alberto Migré, dirigida por Martín Clutet y protagonizada por los actores Soledad Silveyra, Antonio Grimau, Olga Zubarry, Eva Donge, Héctor Pellegrini y Luis Medina Castro. Se estrenó en mayo de 1975 y su último capítulo se emitió el 23 de diciembre  de 1975.

## Argumento
La historia giraba en Norah (Soledad Silveyra) una muchacha que había crecido en un colegio de monjas, cuando cumple la edad en que debe abandonar el colegio se muda con su madre,pero le cuesta sobremanera acostumbrarse a ella y decide independizarse,pero en ningún empleo dura demasiado, de pronto se cruza en su camino Uriel (Antonio Grimau), un muchacho que fue echado de la casa de sus padres....
La telenovela trataba sobre una pareja argentina que empezaba a vivir en amor y felicidad y juntos tuvieron bonitas aventuras románticas por la ciudad de Buenos Aires.

## Reparto
- Soledad Silveyra - Norah
- Antonio Grimau - Uriel
- Olga Zubarry (Fernanda Lozano Rauch)
- Eva Dongé (Irene)
- Dora Ferreiro (Carmen)
- Guillermo Rico (Atilio)
- Mabel Pessen  (Delicia)
- María Elena Sagrera (Greta)
- Francisco Cocuzza
- Héctor da Rosa (Ovidio)
- Alfredo Duarte
- Zoe Ducos (Malisa)
- Marcelo Marcote
- Oscar Martínez (Diego Osorio)
- Luis Medina Castro
- Héctor Pellegrini (Oscar)
- Inés Rey
- Néstor Hugo Rivas

- EQUIPO TÉCNICO:
- Relator: Julio César Barton
- Vestuario: Guillermo Blanco
- Escenografía: Antón
- Iluminación: Jorge Bonanno
- Dirección: Martin Clutet y Miguel Larrarte

- Datos: Q6153615